# Ronny Deila
Ronny Deila (Porsgrunn, 21 de setembro de 1975) é um ex-futebolista e treinador de futebol norueguês que atuava como zagueiro. Atualmente comanda o Atlanta United.

## Carreira
Em clubes, Deila obteve mais destaque no Odd Grenland, onde atuou em 240 partidas e fez 22 gols entre 1993 e 2004, vencendo a Copa da Noruega em 2000. Jogou também por Urædd, Viking e Strømsgodset, onde acumulou também a função de auxiliar-técnico entre 2006 e 2008, quando encerrou a carreira profissional. Em 2009, voltou a jogar nas divisões inferiores de seu país, pelo Sparta Bragerøen (em paralelo com suas funções de técnico do Strømsgodset), aposentando-se em definitivo como jogador em 2011.
Após deixar o Viking, iniciou a carreira de treinador em 2005, no Brodd, onde permaneceu por 4 meses. Exerceu o cargo também no Celtic e no Vålerenga, antes de ser anunciado como novo técnico do New York City em janeiro de 2020, substituindo o espanhol Domènec Torrent.

## Carreira na seleção
Nunca foi convocado para defender a seleção principal da Noruega, embora tivesse jogado pelas seleções de base entre 1992 e 1996.

## Títulos

### Como jogador
Odd Grenland
- Copa da Noruega: 2000

Strømsgodset
- Segunda Divisão norueguesa: 2006

### Como treinador
Strømsgodset
- Eliteserien: 2013
- Copa da Noruega: 2010

Celtic
- Scottish Premiership: 2014–15,[31] 2015–16
- Copa da Liga Escocesa: 2014–15

### Individuais
- Treinador do ano na Noruega: 2013[7]